# Passwang
Der Passwang, früher auch Barschwang (solothurnerdeutsch Ba(r)schwang [baʳʃˈvaŋ], [baʃˈvaŋ]), ist ein Bergkamm auf dem Gemeindegebiet von Mümliswil-Ramiswil im Solothurner Jura, Schweiz. Hauptgipfel des Bergkamms ist der Vogelberg 1204 m ü. M. Anteil am Massiv des Passwang haben auch die solothurnische Gemeinde Beinwil (im Nordwesten) und, im Kanton Basel-Landschaft, Lauwil (im Norden) und Reigoldswil (im Nordosten). Über den Passwang führt der gleichnamige Gebirgspass mit einer Strasse, die mit einer Passhöhe von 943 m ü. M. über Mümliswil und Beinwil die südlichen Teile des Kantons Solothurn mit dem Schwarzbubenland verbindet. Die heutige Passhöhe liegt in einem kurzen Tunnel. Rund 700 Meter östlich des nördlichen Tunnelportals liegt die Passwanghöhe (992 m ü. M.) und weitere 150 Meter östlich am Wegweiser Mittler Passwang mit 1001 m ü. M. der höchste Punkt der historischen Passstrasse über den Bergkamm. Der Passwang gilt auch als Aussichtspunkt.

## Name
Der Name ist erstmals um 1480 als boswand und boschwand bezeugt, später unter anderem als Porschwand (erstmals 1521), Baschwang (erstmals 1582), Barschwang (erstmals 1716). Noch das Geographische Lexikon der Schweiz führt seinen Artikel über den Passwang (1905) unter dem Lemma Passwang oder Barschwang. Der Namenforscher Rolf Max Kully vermutet eine ursprüngliche Namensform *borswand mit der Bedeutung «Rodung auf der Anhöhe», von althochdeutsch bor «Anhöhe» und swand «Schwende, Rodung». Der Name sei damit verwandt mit jenem des Bergs Born bei Olten. Die ältere Deutung als «bare», kahle Schwende weist Kully zurück. Kullys Deutung wurde 2010 vom Solothurnischen Namenbuch übernommen. Die volksetymologische Umdeutung zu «Pass bei der Felswand» (mundartliche Aussprache Wang) angesichts der steilen Felswand in der Nähe der Passhöhe wurde schon 1928 in einem Artikel des Basler Sekundarlehrers A. Seiler verworfen; spätere Autoren haben sich ihm angeschlossen. Die mundartliche Aussprache Barschwang hat sich in den Flurnamen Mittleri und Oberi Barschwangweid erhalten.

## Geographie

### Lage und Landschaft

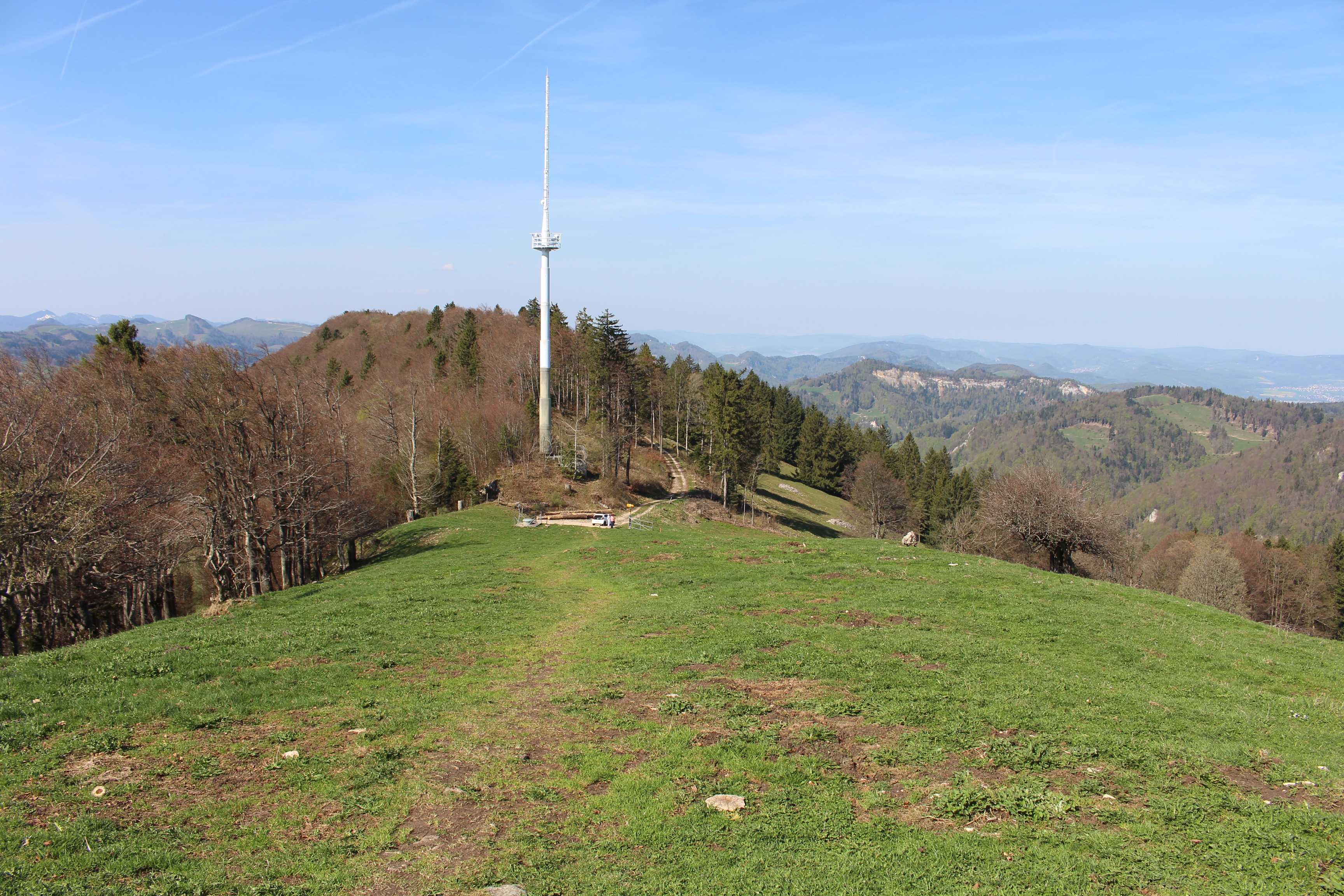
Bergrücken nahe dem Vogelberg

Die Passwangkette im weitesten Sinne erstreckt sich auf einer Länge von etwa 22 Kilometern zwischen dem Mont Raimeux an der Kantonsgrenze Bern/Jura und dem Oberen Hauenstein südlich des Waldenburgertals im Kanton Basel-Landschaft. Ihre höchsten Erhebungen (von Ost nach West) erreicht sie im Grenzgebiet der Kantone Basel-Landschaft und Solothurn im Bilsteinberg 1126 m ü. M., in der Hinteri Egg 1168 m ü. M. und am Vogelberg 1204 m ü. M.. Zur Gänze im Kanton Solothurn liegen die Hohe Winde 1205 m ü. M. und der südöstliche Kamm des Matzendörfer Stierenbergs 1239 m ü. M., der höchste Gipfel im Passwanggebiet. Auf der Grenze zwischen den Kantonen Solothurn und Bern liegt der nordwestliche Kamm des Matzendörfer Stierenbergs 1222 m ü. M.. Der Schönenberg 1194 m ü. M. im Grenzgebiet der Kantone Bern und Jura ist der westlichste hohe Gipfel der Passwangkette. Nördlich und südlich wird das Gebiet von weiteren mehr oder weniger ausgeprägten Ketten flankiert.
Das Passwangmassiv im engeren Sinne erstreckt sich vom Chratteneggli (902 m) im Westen bis zur Einsattelung südlich des Berggasthauses Hintere Wasserfallen (1009 m) im Osten. Nach Süden fällt der Passwang ins Guldental und zum Ramiswiler Bach ab, nach Norden ist eine Abtrennung der Bergketten des Passwang am Ulmethöchi (973 m) zu weiteren nördlich vorgelagerten Ketten topografisch schlüssig. Der Passwang besteht aus fünf bis sechs (die nördlichste Kette ist im Pt. 1038 m nur angedeutet) in West-Ost-Richtung verlaufenden Bergketten, die, ineinander verschoben, einen gemeinsamen Bergstock bilden. Die südlichste Kette ist Teil des sich zur Hohen Winde hin fortsetzenden Sunnenberg, findet sich nur im westlichen Drittel des Massivs und hat ihren höchsten Punkt in der Barenflue (985 m). Die zweite Kette von Süden hat im Westen zwei Gipfelpunkte mit identischer Höhe (1022 m), bricht östlich der Passwanghöhe ein (Karteneintrag Hell) und erreicht weiter östlich ihren höchsten Punkt in der Rotisegg (1160 m). In der dritten Kette von Süden liegt mit dem Vogelberg (1204 m/Schartenhöhe 302 m) der höchste Punkt des Passwangmassivs.  Diese Kette setzt sich nach Westen hinter dem Grateinbruch am Chessiloch im Oberschattenberg (902 m) und noch weiter westlich im Gritthorn (812 m) und im Büelchopf (743 m) fort. Weiter nördlich folgen noch die Kämme des Schattberg (1166 m) und des Geitenberg (1134 m).
Das Landschaftsbild des Passwang zeichnet sich durch eine juratypische Mischung von Wald an den Steilhängen und einer Wiesen- und Weidelandschaft im weniger steilen Gelände bis in die Gipfelregionen hinein aus. Auf den verschiedenen Höhen des Passwang finden sich zahlreiche Einzelhöfe, sechs gastronomische Einrichtungen, davon zwei mit Übernachtungsmöglichkeiten (Stand März 2024), und ein Seminarhotel. Die Luftseilbahn Reigoldswil-Wasserfallen verbindet Reigoldswil (541 m) mit der Flur Wasserfallen (925 m). Durch die aussichtsreiche Landschaftsgestaltung ist der Passwang ein beliebtes Wandergebiet.
Die Passwangstrasse zwischen Beinwil und Mümliswil ist der einzige Strassenübergang, der die nördlichen (Schwarzbubenland) und südlichen Kantonsteile von Solothurn miteinander verbindet. Es handelt sich dabei um einen Diagonalpass, der den Gebirgskamm schräg und nicht wie üblich orthogonal überquert. Der Passbegriff als solcher ist ohnehin nur bedingt zutreffend. Die naturräumlichen Gegebenheiten sind für den Strassenbau aufgrund des tektonisch komplexen Gebiets eher ungünstig. Ausserdem fehlt dem Passwang vor allem eine gut ausgeprägte, von den Tälern aus sichtbare Übergangsstelle.
Eine topographisch-morphologische Besonderheit der Passwangstrasse besteht bei Neuhüsli unterhalb der Nordrampe, wo ein Bergsturz 1598 einen See aufstaute. Die Verlandungsebene des bereits im 18. Jahrhundert trockengelegten Gewässers ist heute noch teilweise zu erkennen, die Strasse wird über einen künstlichen Damm, genannt Schanz, daran vorbeigeführt.

### Geologie und Geomorphologie

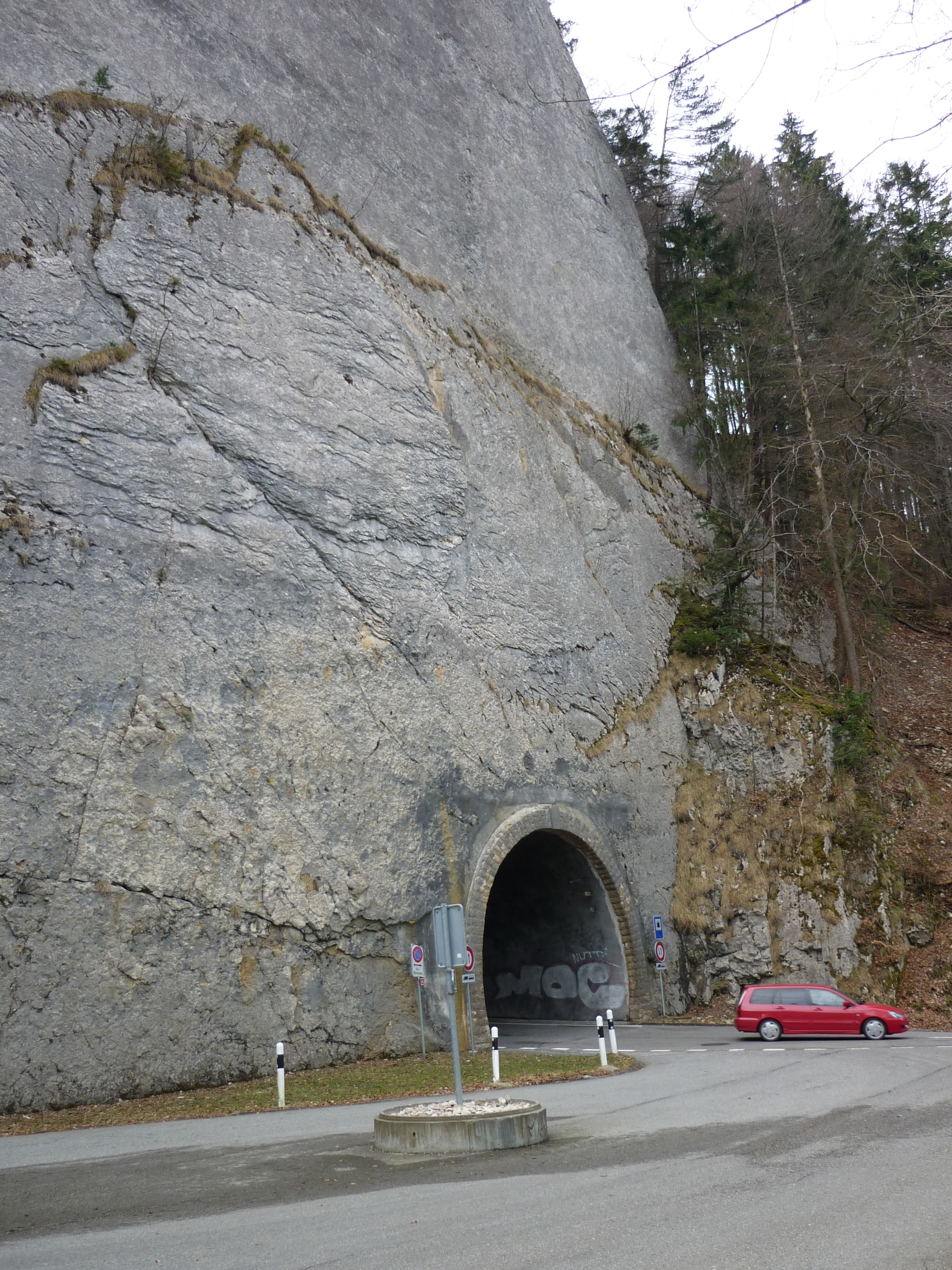
Passwang-Nordseite beim Zingelentunnel mit charakteristischer Fluh

Das Passwanggebiet ist Teil des Kettenjuras und zeichnet sich durch einen sehr unübersichtlichen Ketten- bzw. Faltenverlauf aus. Jüngere Störungen, die sich durch die Auffaltung des Kettenjuras ergaben, verschnitten sich mit älteren Störungen, die auf das Einsinken des Rheintalgrabens zurückgehen. Durch horizontalen Schub wurde die Sedimentdecke auf den salz- und gipsführenden Tonen des mittleren Muschelkalkes abgeschert und zu Falten aufgeworfen. Die grosse Rheintalflexur bewirkte dabei eine Versteifung. Als sichtbare Folge dieser Vorgänge existiert in diesem Gebiet eine Vielzahl von Kurzketten (Brachyantiklinalen). Aufgrund weiteren Vorschiebens der Ketten östlich der versteiften Flexur reissen die Falten häufig auf und Querbrüche entstehen, die meistens als Transversalverschiebungen erscheinen.
Die Passwangkette besteht im Kern aus Braunem Jura, der auf einer Länge von zwölf Kilometern nach Norden überschoben und teilweise aufgerissen wurde. Die Tektonik bestimmen zwei grosse Querbrüche im Bereich zwischen dem Scheltenpass und Nunningen. Eine sekundäre, nach Norden überliegende Faltung tritt an der Hohen Winde hinzu. Die Südseite der Passwangkette ist zwischen Scheltenpass und Passwang steil, aber ohne Komplikationen. Vom Scheiteltunnel der Passstrasse (Zingelentunnel) ostwärts beginnt das Massiv zu überkippen und ist durch verschiedene Störungen zerrissen. Die dadurch entstandene Lücke wurde für den Bau der Passwangstrasse genutzt. Beispielsweise beim Zingelentunnel zeigt sich der komplexe geologische Bau der Kette: Am Nordportal steigt der Braunjura-Südschenkel fast senkrecht und überkippt an der glatten Fluh. Bis zur Tunnelmitte folgt ein Paket gewellter bis etwa horizontal liegender Schichten des oberen Braunjuras. Am Südportal verläuft die Tunnelröhre in einem bergwärts einfallenden, zerklüfteten und zerrütteten Sackungskomplex des oberen Hauptrogensteins.
Bei Limmern nördlich von Mümliswil besteht am Südosthang des Vogelbergs das Schweizer Geotop Nr. 116. Dabei handelt es sich um gut erhaltene Stromatolithe aus der Lias-Zeit mit einem Alter von 177 Millionen Jahren. Diesen algenähnlichen Gebilden wird ein hoher wissenschaftlicher Wert zugeschrieben, wenngleich sie sich ökologisch nicht eindeutig interpretieren lassen. Als Erzeuger kommen sowohl Algen und Pilze als auch Bakterien in Frage. Der Aufschluss ist Teil eines der wenigen vollständigen Lias-Profile (Rhät bis Opalinuston) des Faltenjuras.
Das Belchen-Passwang-Gebiet ist mit der Nummer 1012 im Bundesinventar der Landschaften und Naturdenkmäler von nationaler Bedeutung eingetragen. Dies wird unter anderem mit der weitgehend intakten und typischen Landschaft des östlichen Faltenjuras und dem grossen geomorphologischen Formenschatz begründet.

## Passwangstrasse

### Geschichte

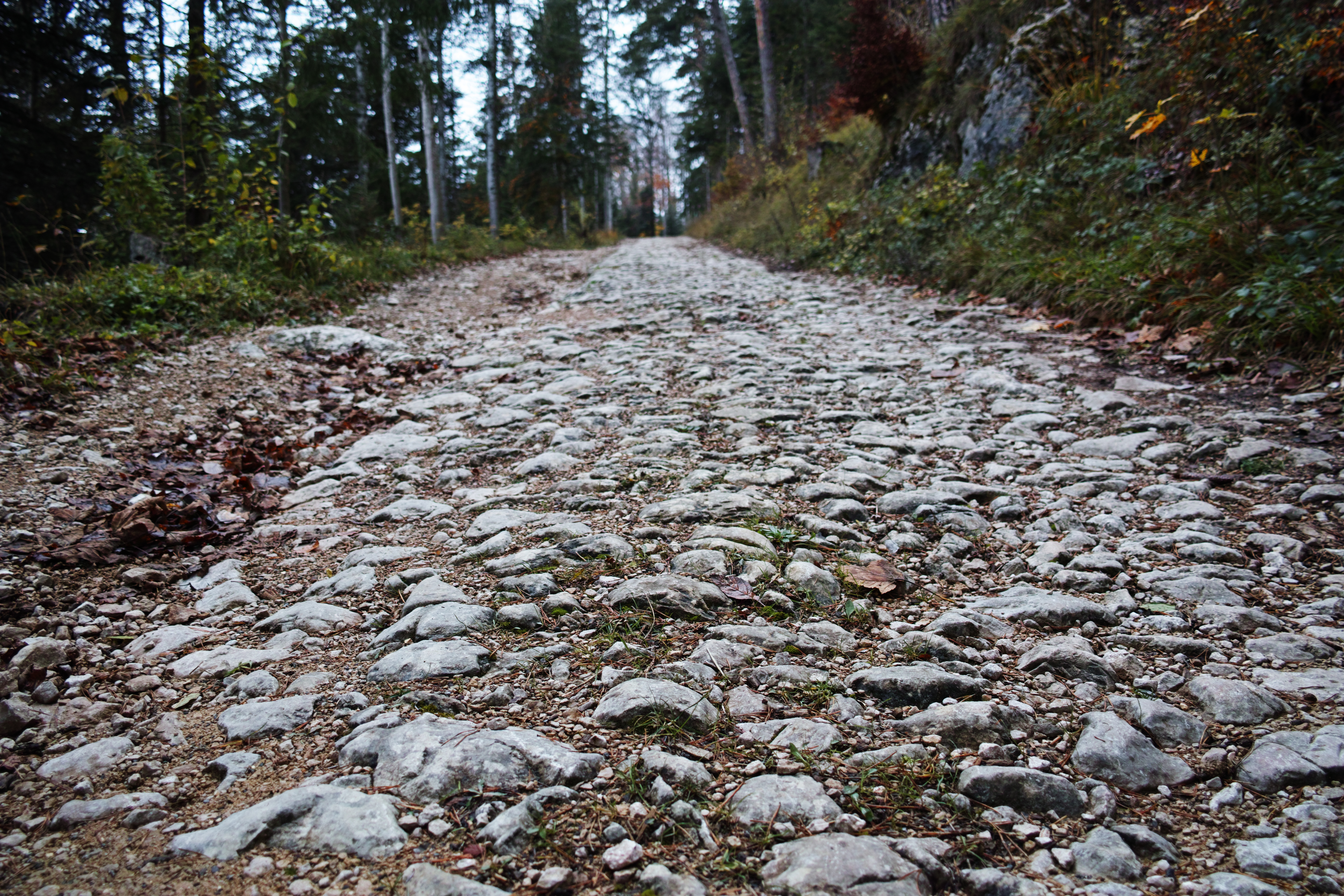
Pflästerung der alten Passwangstrasse (Südseite) in der Nähe der Passhöhe

Der ursprüngliche Weg über den Passwang ist bereits seit dem Mittelalter als «öffentliche Strasse» belegt. Indizien wie ein Fund römischer Münzen in Erschwil an der Passwangstrasse lassen die Vermutung zu, dass der Übergang schon in römischer Zeit benutzt wurde, aber Klarheit sei diesbezüglich, so Max Banholzer 1975, nicht zu gewinnen. Der südseitige Teil des Wegs befand sich östlich vom heutigen Strassenverlauf. Auf beiden Seiten bestanden erhebliche Steigungen und der Pass war bis ins 18. Jahrhundert schwierig zu befahren. Eine gewisse Bedeutung hatte er für den Kanton Solothurn, seit dieser im 15. und 16. Jahrhundert die heute als Schwarzbubenland bekannten Gebiete erworben hatte, als Verbindung in den südlichen Kantonsteil und zur Hauptstadt Solothurn, aber für den Handelsverkehr zwischen Basel und Solothurn dienten die beiden Hauenstein-Pässe. Um teure Basler Zölle auf aus Lothringen bezogenes Salz zu umgehen, strebte Solothurn zu Beginn des 18. Jahrhunderts an, dieses vom Elsass über fürstbischöfliches Gebiet einzuführen. Zu diesem Zweck wurde die Passwangstrasse von 1729 bis 1732 ausgebaut. Die Strasse hatte aber weiterhin einen schlechten Ruf; so schrieb Urs Peter Strohmeier in seiner Beschreibung des Kantons Solothurn 1836:

«Die Straße über diesen Berg wurde 1730 unter dem Bauherrn Suri erbauet; sie steigt an vielen Orten über 20 Fuß Prozent, und ist unstreitig die schlechteste Communikationsstraße der Schweiz, obwohl sie eine der volkreichsten Amteien und die ausgedehnteste mit den vier übrigen und der Hauptstadt des Kantons verbindet. Es scheint, man habe beim Baue dieser halsbrechenden Straße die höchsten Joche und unschicklichsten Stellen geflissentlich ausgewählt, um sie da durchzuführen.»

Unter anderem aufgrund von Basler Gegenmassnahmen (Verbesserung der Strasse über den Oberen Hauenstein, Zollermässigungen), aber auch wegen der starken Steigungen und der von der fürstbischöflichen Regierung nicht wie vereinbart erstellten Verbindung Allschwil–Reinach erlangte die Passwangstrasse nicht die Bedeutung, die ihr der Kanton Solothurn damals zugedacht hatte.
1852 reichten 18 Gemeinden aus dem Schwarzbubenland und vier Gemeinden aus dem damaligen Bezirk Balsthal-Thal beim Solothurner Kantonsrat eine Petition ein, der Regierungsrat sei zu beauftragen, «die Korrektion der Paßwangstraße anzuordnen, mit Befolgung der kürzesten Linie und möglichst geringer Steigung». Die Petition wurde für erheblich erklärt und die Regierung legte dem Kantonsrat im Mai 1853 Pläne für eine neue Strasse mit einem Basistunnel von ca. 550 Meter Länge durch die Barrenfluh vor. Der Kantonsrat verzichtete jedoch im Dezember 1853 darauf, dieses Projekt zu verfolgen. Gründe dafür waren die hohen Kosten und die vielversprechende Entwicklung des Eisenbahnverkehrs in der Schweiz.
Von 1921 bis 1923 wurde ein nordseitiger Abschnitt im Tal der Lüssel bis Unterbeinwil korrigiert, indem man die Fahrbahn südlich von Erschwil auf das rechte Ufer der Lüssel verlegte. 1925 setzten sich der damalige Nationalrat Hermann Obrecht und Josef Borer, Präsident der Schweizerischen Isola-Werke in Breitenbach (heute Von Roll) für den Bau einer motorverkehrstauglichen Passwangstrasse ein. In den folgenden Jahren wurden verschiedene Projekte diskutiert. Peter R. Huber schrieb in seiner Arbeit von 2012: «Alle Diskussionsteilnehmer, seien es Privatpersonen, Regierungs- und Kantonsräte, Gemeinden und Initiativkomitees befürworteten den Ausbau der Passstrasse, aber jeder und alle hatten eine andere Meinung darüber, wie dies geschehen solle.» Geprüft wurden folgende Vorschläge:

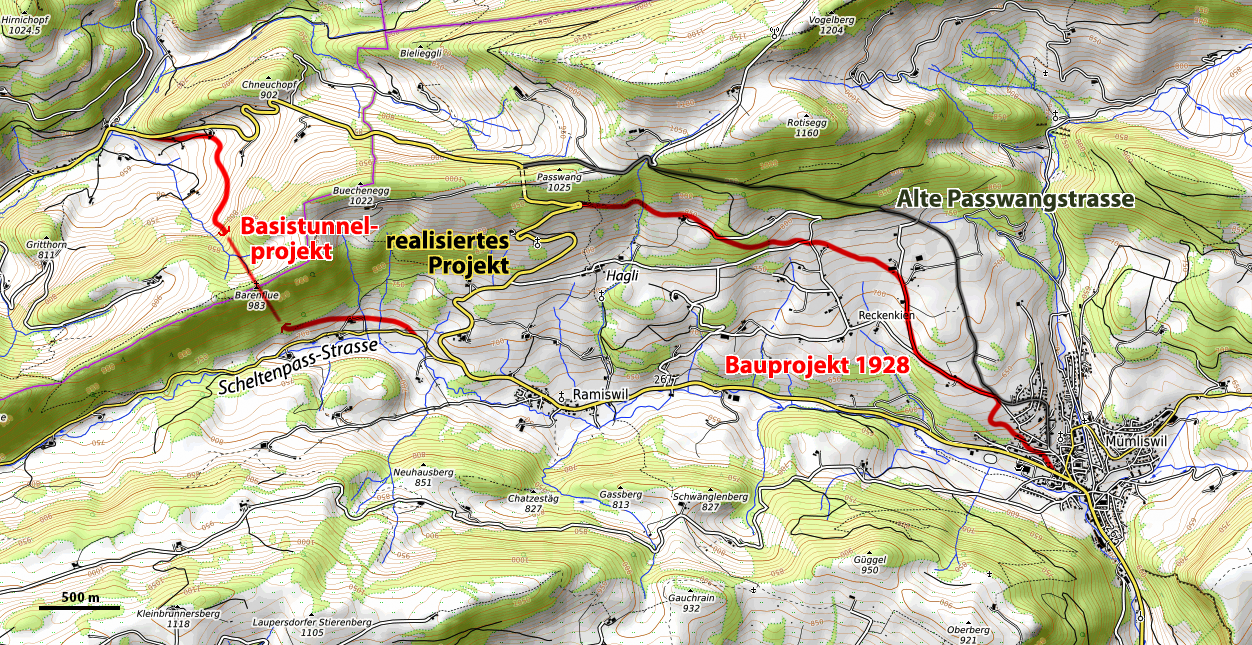
Übersicht der Projekte am Passwang. Von links nach rechts: Basistunnel, realisiertes «Zwischenprojekt», «Bauprojekt 1928» und Verlauf der alten Passwangstrasse.

- Verbesserung der bestehenden Strasse.
- Ein Basistunnel von 700 m Länge durch den Krattenberg unter der Barrenfluh, die Teil des Sonnenbergs ist, der das Guldental von Beinwil trennt.
- «Bauprojekt 1928»: Eine auf der Südseite etwa parallel zur alten Passwangstrasse verlaufende neue Strasse mit einer Brücke über den Tümmelbach und Tunnel durch die Felswand Glatte Fluh bei der Erhebung Zingelen mit einer Länge von 175 m.
- «Zwischenprojekt»: Ebenfalls mit dem Zingelen-Tunnel, aber einem neuen, bei Ramiswil von der Scheltenpass-Strasse abzweigenden Verlauf der Strasse über Hagli und Hagliberg.

Ein Expertengutachten empfahl das «Zwischenprojekt» im April 1930 «als das weitaus rationellste». Dieses wurde in der Folge vom Kantonsrat genehmigt. Indem das Projekt nicht als Neubau einer Strasse eingestuft, sondern als Bestandteil des kantonalen Ausbauprogramms budgetiert wurde, konnte eine Volksabstimmung vermieden werden. Der Bau erfolgte von 1931 bis 1933.
In der Zeit der Weltwirtschaftskrise herrschte auch im Kanton Solothurn grosse Arbeitslosigkeit. Der Ausbau der Passwangstrasse konnte als Massnahme zur Arbeitsbeschaffung dienen und die beauftragten Bauunternehmer mussten Arbeitslose beschäftigen, die ihnen vom kantonalen Arbeitsamt zugewiesen wurden. Die Initiative für den Bau der Strasse ging jedoch nicht darauf zurück und das Projekt war somit, so Peter R. Huber, «nicht Teil eines formulierten Gesamtprojekts zur Bekämpfung der Arbeitslosigkeit und ihrer Folgen». Die Arbeitsbedingungen beim Strassen- und Tunnelbau waren hart. Der sozialdemokratische Kantonsrat Adolf Heri beanstandete nach einem unangemeldeten Baustellenbesuch Mängel, darunter schlechtes Essen und niedrige Löhne. Die solothurnische Kantonsregierung erkannte diese zum Teil an und versprach Abhilfe.
Projekte, einen Passwang-Basistunnel zu bauen, waren noch bis ins späte 20. Jahrhundert im Gespräch. Ein Projektentwurf von 1976 sah einen 1200 m langen Basistunnel vor. Im Richtplan des Kantons Solothurn 1997 wurde aufgrund des geringen Verkehrsaufkommens auf diese Option verzichtet. Ein gescheitertes Eisenbahnprojekt im Passwang-Gebiet war die Wasserfallenbahn, die mit einem Tunnel Reigoldswil im Kanton Basel-Landschaft mit Mümliswil verbunden hätte. Die bereits begonnenen Bauarbeiten wurden 1874 nach kurzer Zeit wieder eingestellt.
Umfangreiche Sanierungsarbeiten am Tunnel und auf der Südseite erfolgten 1997. Seit 2016 wird auch die Nordseite saniert. Die gesamte Sanierung, die bis 2022/23 dauern soll, verursacht aufgrund von Planungsfehlern erheblich höhere Kosten als ursprünglich veranschlagt.
2019 verlieh der Solothurner Heimatschutz den Solothurner Heimatschutzpreis an das Kulturerbe Passwangstrasse. Damit sollte die «gesellschaftliche Bedeutung in Kombination mit innovativen technischen Lösungen, welche die Passwangstrasse einzigartig macht» gewürdigt werden.

### Heutige Strassen

#### Neue Passwangstrasse

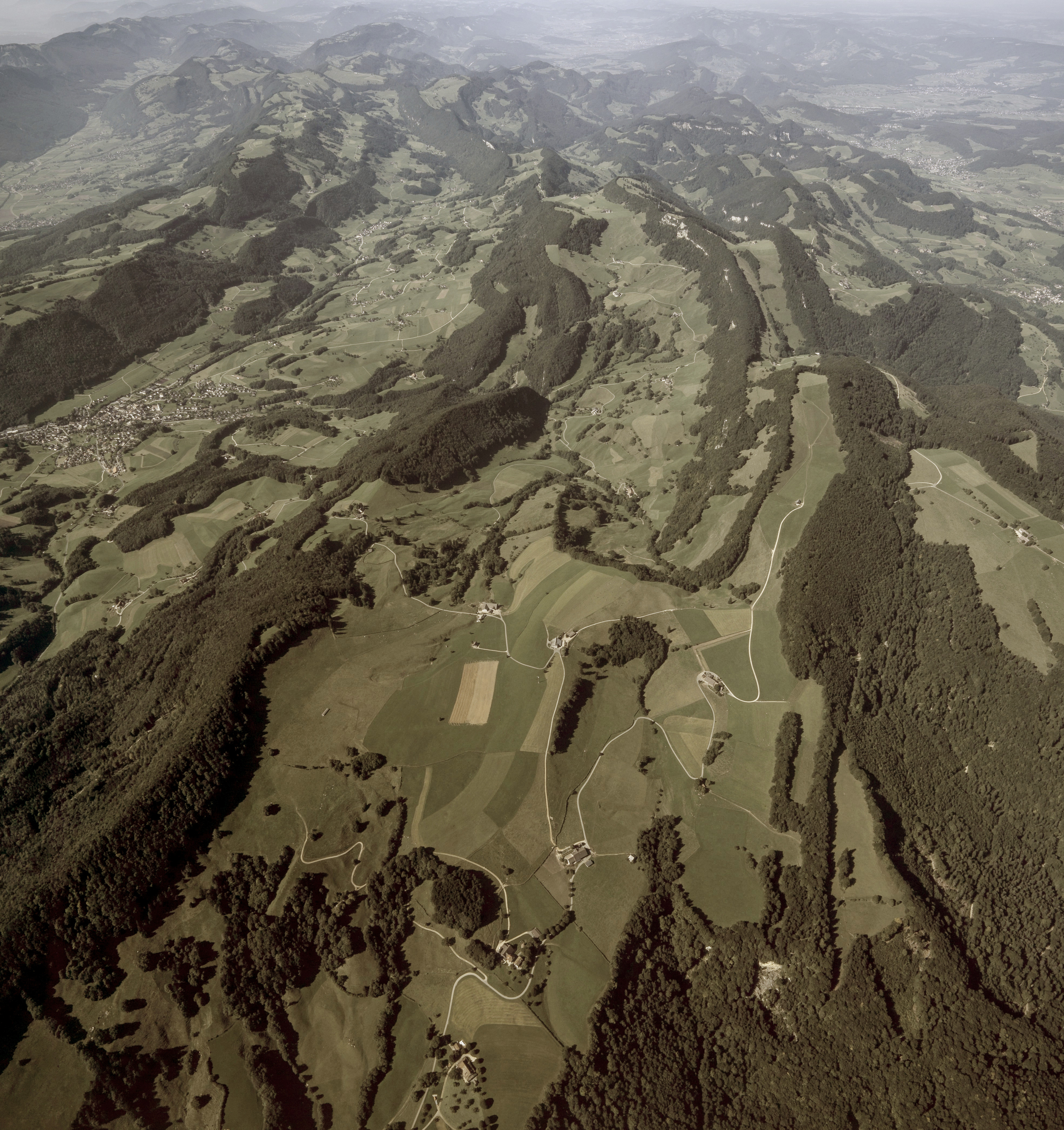
Passwang aus der Vogelperspektive: Blick nach Südwesten

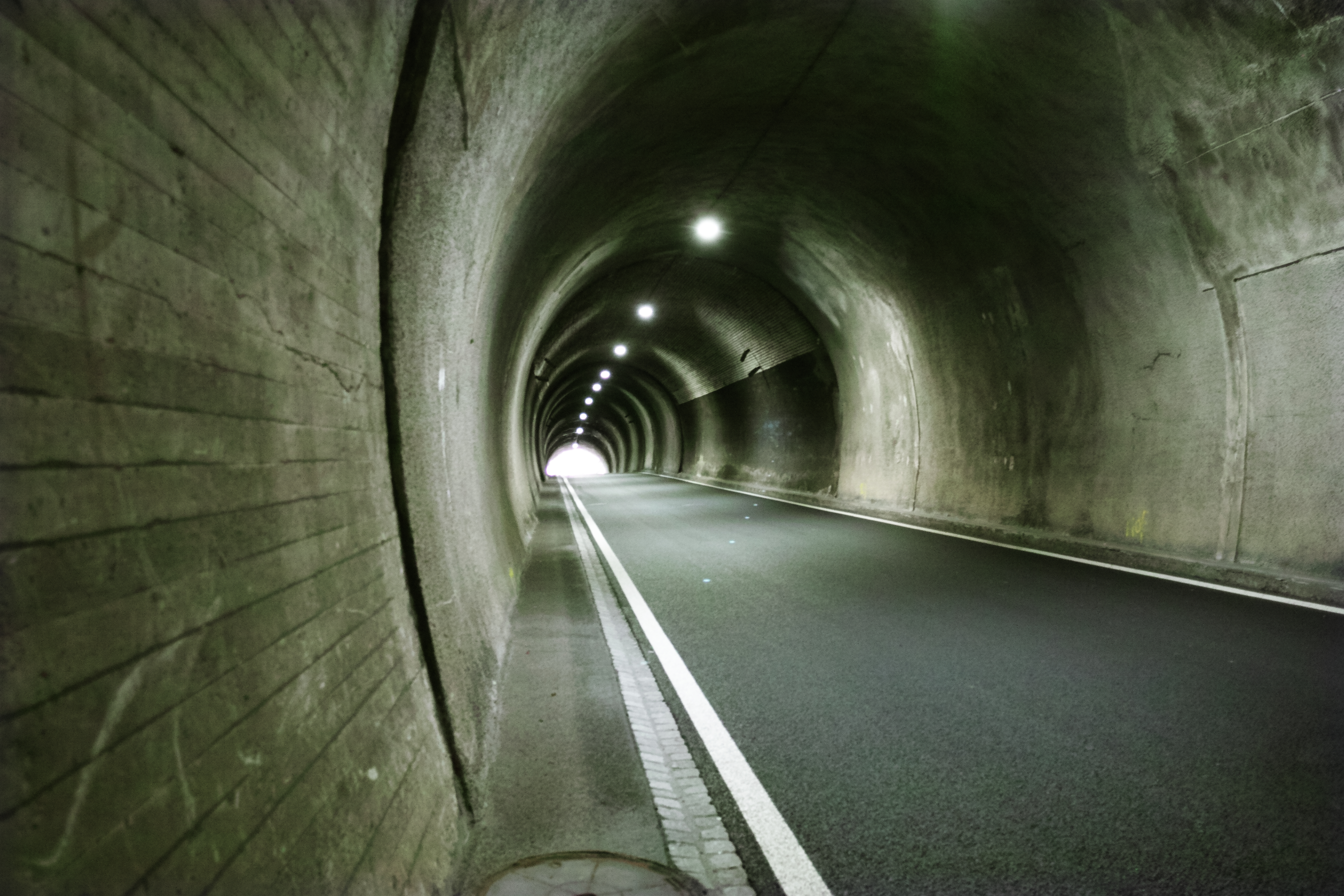
Tunnel des Passwang

Die neue Passwangstrasse folgt im Wesentlichen dem Verlauf, den sie durch das Sanierungs- und Ausbauprojekt mit dem Tunnelbau von 1931 bis 1933 erhalten hat. Sie verbindet als Kantonsstrasse 267 in Südost-Nordwest-Richtung den Ort Balsthal und das Guldental mit dem solothurnischen Schwarzbubenland und dem Laufental im Kanton Basel-Landschaft.
Die knapp fünf Kilometer lange St. Wolfgangsstrasse verläuft von Balsthal bis Mümliswil, das als eigentlicher Talort auf der Ostseite gilt, und überwindet dabei 74 Höhenmeter. Im weiteren Verlauf wechselt der Strassenname zu Ramiswiler- bzw. ab Ramiswil zu Passwangstrasse und behält diesen bis Erschwil bei.
Von Mümliswil bis zur Passhöhe überwindet die Strasse auf 7,1 Kilometer 386 Höhenmeter, was einer durchschnittlichen Steigung von 5,4 % entspricht. Das Steigungsmaximum liegt bei 11 %. Etwa drei Kilometer vor der Passhöhe zweigt westwärts eine Strasse in Richtung des Scheltenpasses ab. Im mittleren und oberen Teil kurz vor der Passhöhe winden sich jeweils drei Spitzkehren durch den Berg. Die vollständig auf Solothurner Kantonsgebiet befindliche Passhöhe auf 943 m ü. M. verläuft durch einen fast genordeten, rund 180 Meter langen Tunnel durch den Jurafels. Der enge Tunnel weist keine Mittelstreifenmarkierung auf. Grosse Fahrzeuge dürfen nur ohne Gegenverkehr im Tunnel verkehren.
Die Nordwestrampe überwindet vom Pass bis Erschwil auf 11 Kilometern 490 Höhenmeter und entspricht damit einer Durchschnittssteigung von 4,5 %. Das Steigungsmaximum liegt ebenfalls bei 11 %. Im oberen Teil der Rampe gibt es drei engere und eine weitere Spitzkehre. Etwa ab der Mitte der Nordwestrampe bis nach Erschwil verläuft die Passstrasse parallel zur Lüssel, einem rechten Nebenfluss der Birs. An einem Engpass oberhalb von Erschwil verläuft ein Stück der Strasse über die sogenannte Lange Brücke, eine Überdeckung der Lüssel. Diese ersetzt seit dem Strassenbau um 1730 einen Weg, der die Schlucht mit grosser Steigung umgeht. Die seither veränderte und verbreiterte Lange Brücke galt zur Zeit ihrer Entstehung als Sehenswürdigkeit und fand Eingang in Reiseführer. Im Rahmen der Sanierung der Passwangstrasse soll die Strasse an dieser Stelle ab 2020 verlegt und durch Felsabbau verbreitert, die Lüssel dabei wieder offengelegt werden.
Die Passwangstrasse ist weiterhin die kürzeste Verbindung zwischen dem nördlichen und südlichen Teil des Kantons Solothurn, wenn auch ihre Bedeutung durch die Fertigstellung der Autobahn A2 und die Eröffnung des Belchentunnels im Jahr 1970 zurückgegangen ist.
Über den Passwang verkehrt eine Postauto-Linie von Zwingen nach Balsthal. Bis zum Fahrplanwechsel vom Dezember 2006 gab es keine durchgehenden Kurse; separate Kurse von der Nordseite (Laufen/Zwingen) und der Südseite (Balsthal) wendeten jeweils am Wendeplatz beim Nordportal.

#### Alte Passwangstrasse
Die alte Passwangstrasse auf der Südseite ist heute teilweise asphaltiert, teilweise unbefestigt. Ein kurzes Stück in der Nähe der Passhöhe weist immer noch die alte Steinpflästerung auf. Die Strasse ist als Wanderweg ausgeschildert und dient auch forstwirtschaftlichen Zwecken. Die Route der 2. Solothurner Waldwanderung verläuft teilweise über die alte Passwangstrasse, von der sie abzweigt, bevor sie oberhalb von Mümliswil in den Wald führt.
Auf der Nordseite unterscheidet sich der Verlauf der Strasse nach dem Ausbau 1931–1933 weniger stark vom historischen Verlauf seit 1732 und es gibt damit auch, anders als auf der Südseite, keine durchgehende «alte Passwangstrasse». Bei einem als Alte Passwangstrasse bezeichneten Wegstück oberhalb von Erschwil handelt es sich zunächst um den Verlauf bis zur Verlegung dieses Teilstücks auf das orographisch rechte Ufer der Lüssel bei der Korrektur 1921–1923, die dem Strassenbau 1931–1933 voranging. Dieser Weg zweigt – in Richtung Beinwil–Passwang gesehen – am südlichen Dorfausgang zunächst asphaltiert von der neuen Passwangstrasse ab und verläuft anfänglich am linken Ufer der Lüssel. Nach etwa 225 Metern und nach der Abzweigung des kurzen Kalchofenwegs teilt sich der Weg in den Alten Forstweg, über den ein Wanderweg verläuft, und den weiteren Verlauf der Alten Passwangstrasse. Nach wenigen Metern teilt sich der Weg erneut; rechts zweigt nun der Forstweg ab. Die Asphaltierung der alten Passwangstrasse endet an diesem Punkt und sie wird zu einem Feld- bzw. Waldweg. Nach etwas weniger als einem Kilometer quert er die Lüssel und trifft an einer Engstelle wieder auf die neue Passwangstrasse, die ab dort dem Verlauf folgt, wie er um 1730 durch den Bau der Langen Brücke über die Lüssel entstanden ist. Danach verläuft der historische Weg aus der Zeit vor 1730 auf der anderen Hangseite vorbei an der Kapelle St. Joseph ungefähr parallel zur neuen Strasse, bis er vor Unterbeinwil wieder in dieser aufgeht.

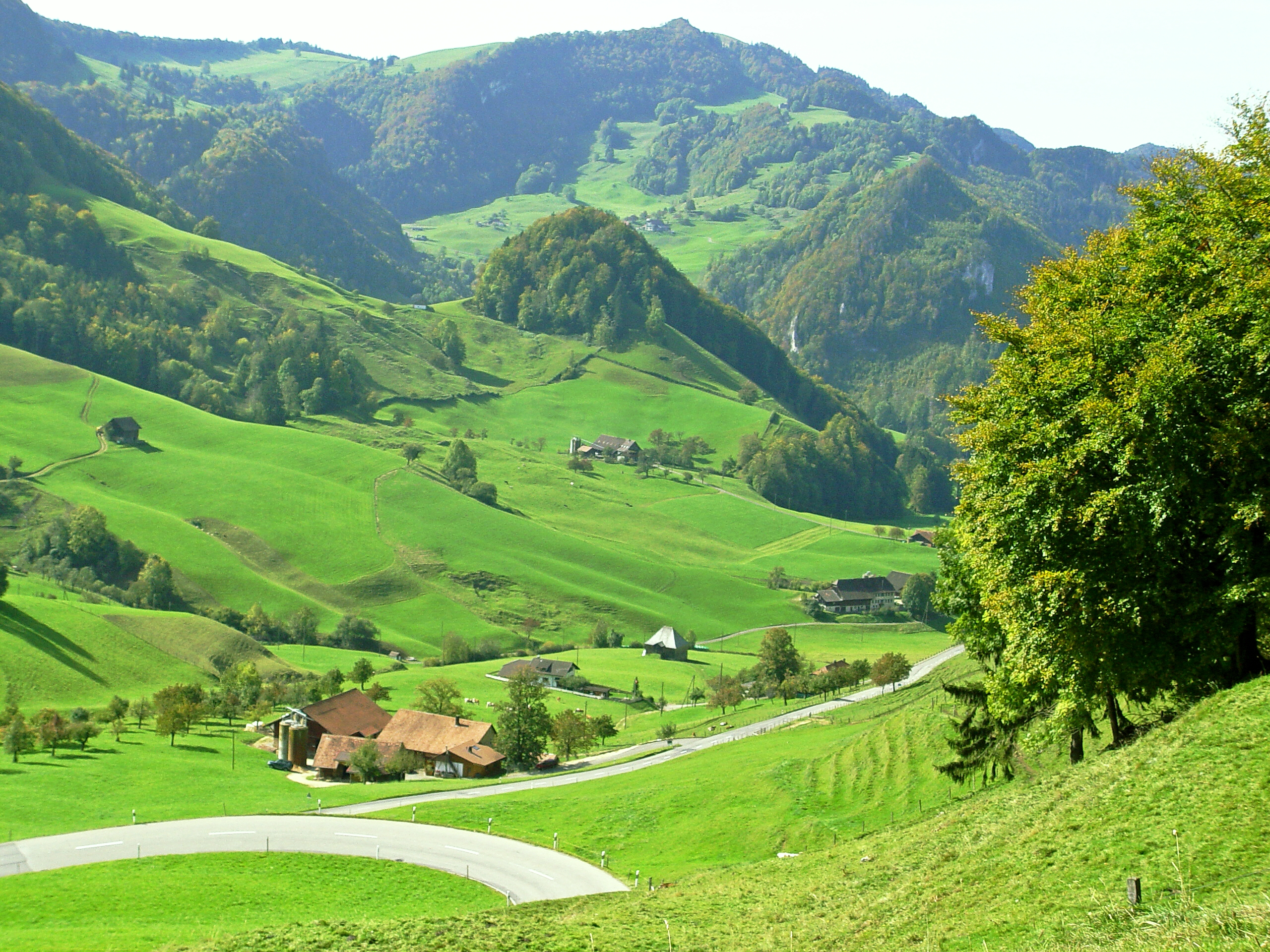
Passwangstrasse östlich von Beinwil, mit der Hohen Winde (1204 m) in der Bildmitte
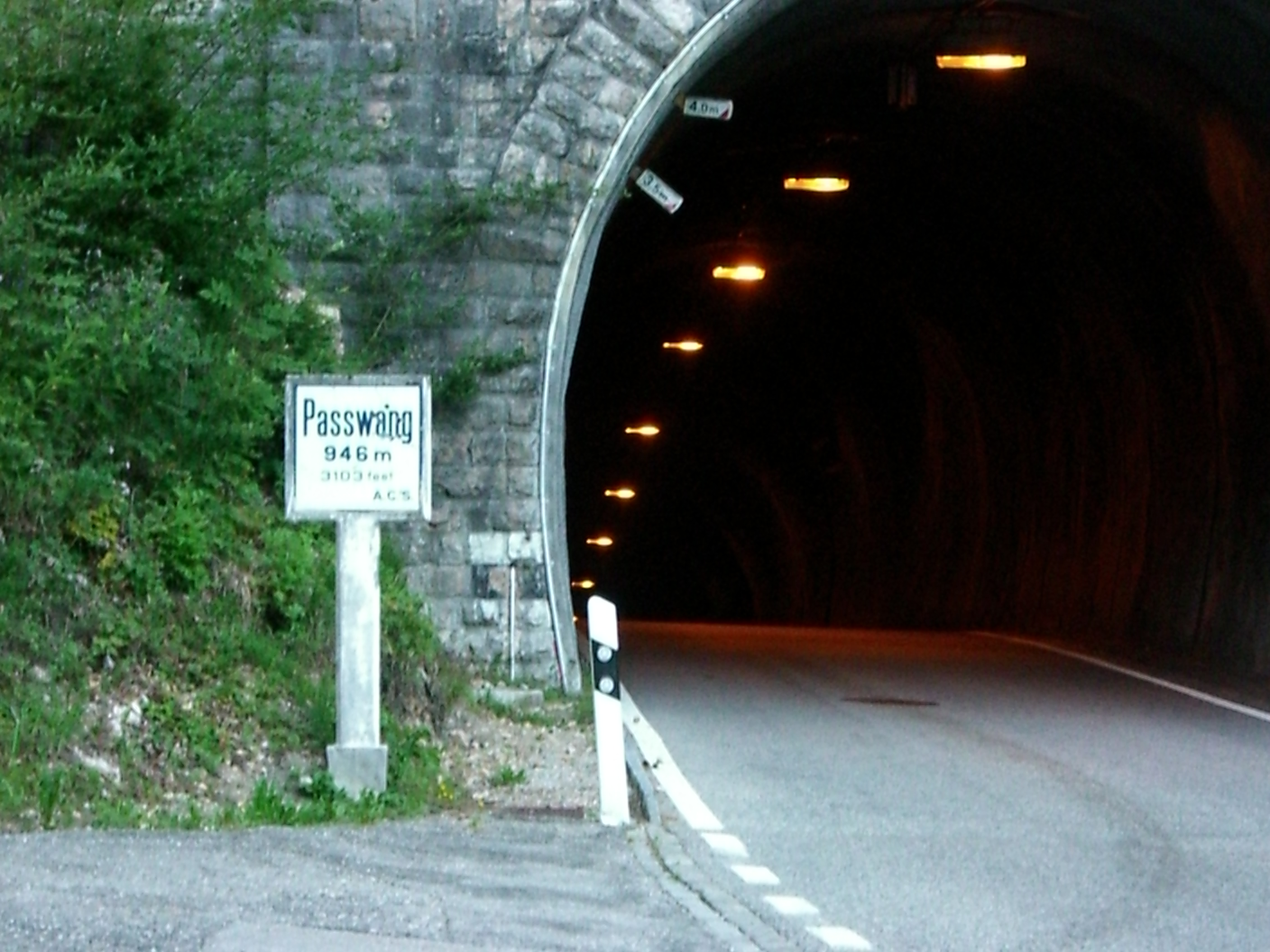
Südseite: Passhöhe mit altem Hinweisschild und Scheiteltunnel
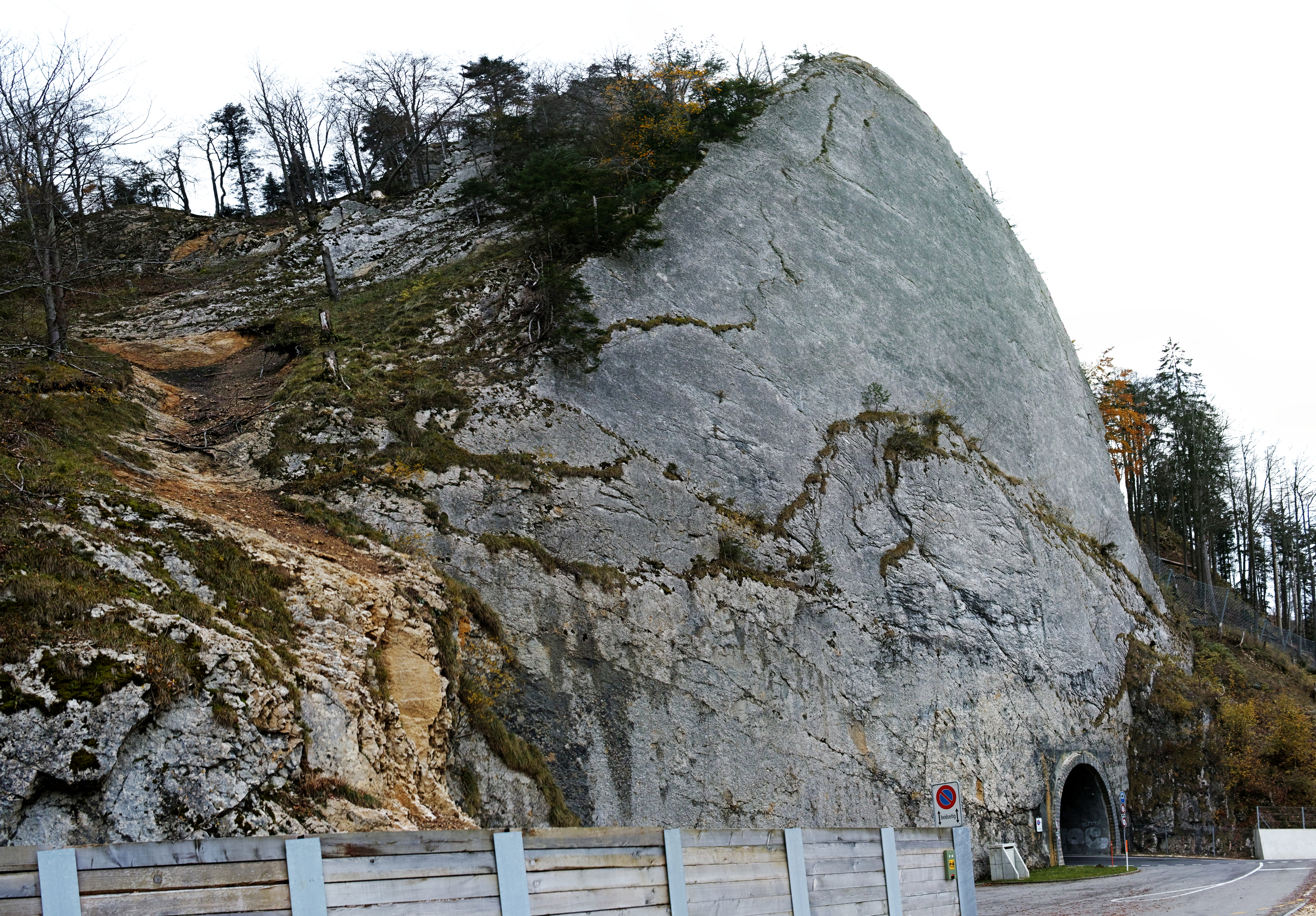
Nordseite: Gesamtansicht der Zingelen-Fluh mit Tunnelportal, aus Einzelbildern zusammengefügt
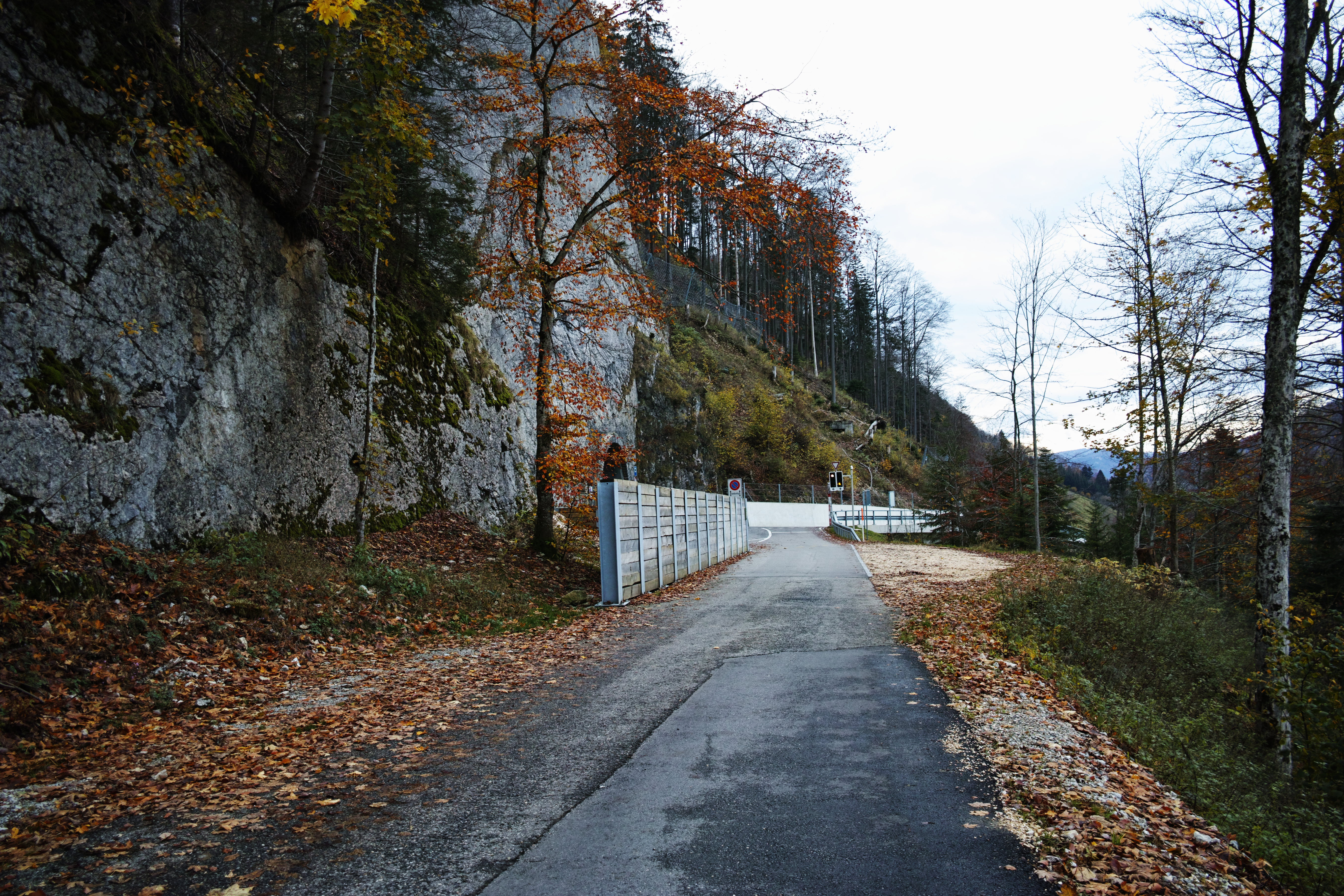
Von der Südseite her kommende alte Passwangstrasse kurz vor der Einmündung in die neue Strasse auf der Passwang-Nordseite (2019)

## Verarbeitung in Kunst und Literatur

Die Lange Brücke im Stich von Herrliberger nach Büchel

Die Lange Brücke bei Erschwil wurde um 1760 von David Herrliberger in seiner Topographie der Eydgnossschaft in einem Kupferstich nach Emanuel Büchel als Merkwürdige Brücke in dem Canton Solothurn abgebildet.
Peter Birmann zeichnete 1813 ein Panorama, das die Aussicht vom Passwang zeigt. Eine Aquarell-Ansicht des Bogentals nördlich vom Passwang mit Blick auf den Vogelberg von Jakob Christoff Bischoff stammt ebenfalls aus diesem Jahr. In den 1860er Jahren veröffentlichte Anton Winterlin ein Passwang-Panorama mit vollständiger Rundsicht als Lithografie. 1906 erschien ein weiteres Panorama als kolorierte Lithografie von Fritz Dürrenberger-Senn. Dürrenberger besuchte den Passwang für dieses Panorama, das als besonders genau gilt, während zweier Jahre etwa zwanzigmal.
In seiner Ballade Der Tod am Barschwang hat der Dichter Albin Fringeli einen tödlichen Bergrutsch am Passwang im Dialekt des Schwarzbubenlands beschrieben, darin nach der Einschätzung des Schriftstellers und Journalisten Thomas Brunnschweiler «die Wucht der Balladen von Schiller» erreichend. Während eines Unwetters verschwindet ein Bauernhaus unter einem «Strom vo Stei un Drägg»:
| Im Augebligg isch alls vergrabe,     | Auf einmal ist alles begraben,         |
| Dr Wääg verspeert dur s Tal durabe,  | Der Weg versperrt durchs Tal hinunter, |
| Ghei Huus un Heimet isch meh z gseh, | Kein Haus und Hof ist mehr zu sehen,   |
| Am alte Platz – ne grosse See.       | Am alten Platz – ein grosser See.      |
| Dört unge schloofe gross und chly,   | Dort unten schlafen Gross und Klein,   |
| Die, wo im Heimet blibe sy.          | Die, die auf dem Hof geblieben sind.   |

Aus: Albin Fringeli, Der Tod am Barschwang.
Der Band Solothurner Sagen (1972) von Elisabeth Pfluger enthält mit Di guldigi Flue die Sage eines reichen, protzenden und den Armen gegenüber geizigen Sennen am Passwang, der in seiner Geltungssucht gar die ganze Zingelen-Fluh habe vergolden lassen, aber dafür gestraft und ins Unglück gestürzt worden sei: Die Weide sei ihm mit Haus und Hof bei einem Unwetter weggerutscht. «Aber die glatti Zingelflue glänzt no hüt i der Obesunne wi der Guldgrund vomene alte Muetergottesbild» (Aber die glatte Zingelfluh glänzt noch heute in der Abendsonne wie der Goldgrund eines alten Muttergottesbilds). Gewährsleute der Sage waren Emil Nussbaumer aus Mümliswil (1967) und Johann Ankli aus Beinwil (1970). Weitere Geschichten aus dem Passwang-Gebiet finden sich auch in Pflugers Veröffentlichungen Settigi Sache gids (2004) und Gschicht und Gschichte (2011).
In seinem Buch Dr Passwang-Louis (1997), das erzählerische und romanhafte Abschnitte mit Elementen eines Sachbuchs verbindet, berichtet der Schriftsteller Franz Walter von seiner Spurensuche nach Luigi Bottati (1889–1981), einem als «Passwang-Louis» bekannten Original. «Passwang-Louis» stammte aus Oberitalien, kam 1931 beim Bau der Passwangstrasse als Arbeiter ins Guldental und blieb in der Gegend. Die Musikgesellschaft Konkordia Mümliswil hat im Januar 2020 einen «musikalischen Bilderbogen» von Marco Nussbaumer auf Grundlage des Buches und mit Franz Walter als Erzähler aufgeführt.

## Sport und Tourismus

### Radsport
In der Tour de Suisse wurde der Passwang von 1934 bis 2019 insgesamt 18 Mal befahren und gehört damit zusammen mit dem Zurzacherberg zu den meist befahrenen Schweizer Bergpässen unter 1000 Meter sowie auch insgesamt zu den zehn am meisten befahrenen Pässen des wichtigsten Schweizer Radrennens. Der Bergpass wird in der Tour de Suisse als Berg der 2. Kategorie klassifiziert.
In der Auflistung werden neben dem jeweiligen Sieger des Bergpreises am Passwang auch die Start- und Zielorte sowie die Länge der Etappen aufgeführt:
- 1937: 8. Etappe: Solothurn–Zürich (210 km), Bergpreisgewinner: Enrico Mollo
- 1939: 1. Etappe: Zürich–Grenchen (219,6 km), Bergpreisgewinner: Paul Egli
- 1948: 2. Etappe: Basel–La Chaux-de-Fonds (189,1 km): Bergpreisgewinner: Alfredo Pasotti
- 1950: 2. Etappe: Winterthur–Liestal (240 km), Bergpreisgewinner: Fritz Zbinden
- 1957: 3. Etappe: Basel–La Chaux-de-Fonds (196 km), Bergpreisgewinner: Walter Holenweger
- 1960: 7. Etappe: Montreux–Basel (239 km): Bergpreisgewinner: Wim van Est
- 1963: 7. Etappe: Burgdorf–Bremgarten (196 km), Bergpreisgewinner: Rolf Maurer
- 1965: 1. Etappe: Murten–Basel (182 km), Bergpreisgewinner: Karl Brand
- 1968: 2. Etappe: Langenthal–Binningen/Aesch (152 km), Bergpreisgewinner: Mariano Díaz
- 1973: 9. Etappe: Schupfart–Olten (97 km), Bergpreisgewinner: José Manuel Fuente
- 1977: 3. Etappe: Möhlin–Olten (108,5 km), Bergpreisgewinner: Horst Schütz
- 1978: 4. Etappe: Oftringen–Solothurn (162 km), Bergpreisgewinner: Mariano Martínez
- 1985: 5. Etappe: Oberwil–Solothurn (73 km), Bergpreisgewinner: Benny Van Brabant
- 1987: 5. Etappe: Basel–Brügg (129,5 km), Bergpreisgewinner: Guido Winterberg
- 1990: 4. Etappe: Basel/Kaiseraugst–Solothurn (98 km), Bergpreisgewinner: Robert Millar
- 1991: 9. Etappe: Murten–Basel (196 km), Bergpreisgewinner: Masatoshi Ichikawa
- 2002: Bergpreisgewinner: Patrick Calcagni

Zuletzt führte am 18. Juli 2019 die 4. Etappe der 83. Austragung der Tour de Suisse von Murten, im nördlichen Kanton Freiburg, über den Passwang nach Arlesheim, südlich von Basel. Die 163,9 Kilometer lange Strecke mit 1980 Höhenmeter erreichte nach etwa der Hälfte der Strecke den Passwang. Den Bergpreis am Passwang gewann 2019 der Niederländer Taco van der Hoorn.

### Wanderwege

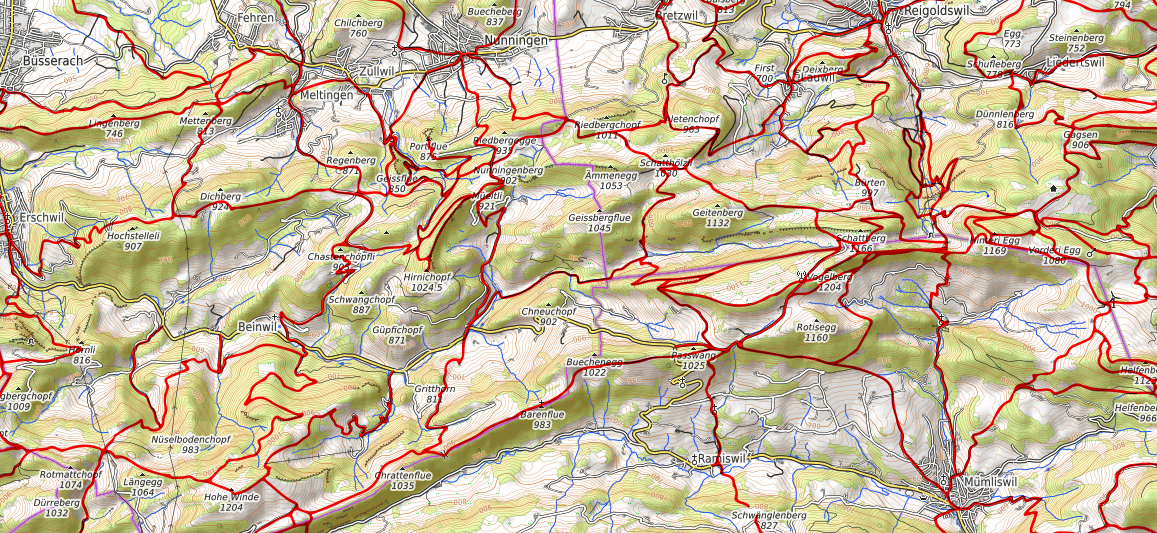
Wanderwege im Passwang-Gebiet

Der Passwang ist ein beliebter Ausgangspunkt für Wanderungen. Zwischen Zingelen-Tunnel und Passwanghöhe führen offizielle Routen der Schweizer Wanderwege in alle Himmelsrichtungen, so insbesondere nach Westen zur Hohen Winde; nach Norden in Richtung Nunningen oder Wasserfallen bzw. via Wasserfallen-Gebiet weiter in Richtung Osten nach Waldenburg oder zum Oberen Hauenstein; südwärts nach Mümliswil-Ramiswil (wahlweise über Hagli nach Ramiswil oder auf der alten Passwangstrasse nach Mümliswil). Die Wanderwege im Passwang-Gebiet sind alle in die leichteste Kategorie (gelb) eingeordnet, mit Ausnahme eines steilen Weges bei der Wasserfallen, der als Bergwanderweg (weiss-rot-weiss) markiert ist.

## Sperrstelle Passwang
Die 20 Kilometer lange Passwangstrasse verbindet das Laufental mit dem schweizerischen Mittelland und ist damit das nordwestliche Einfallstor ins Zentrum der Schweizer Industriezone. Die Strasse über den Gebirgspass Passwang diente während des Ersten Weltkriegs der Verschiebung von Grenztruppen über den Jura.
Während des Zweiten Weltkriegs wurden bei den Engnissen der Passwangstrasse tiefgestaffelte befestigte Sperrstellen angelegt, um einen deutschen Vorstoss von Norden ins Mittelland verhindern oder aufhalten zu können. Diese Befestigungen wurden während des Kalten Kriegs ergänzt und weiter ausgebaut.
Bau und Betrieb der Bunker und Geländepanzerhindernisse gehörten zur Aufgabe der für diesen Grenzraum zuständigen Grenzbrigade 4. Bei Mümliswil befanden sich ein Regimentskommandoposten und der 1942 erstellte und 1965 zu einer autarken «Führungsfestung» ausgebaute Kommandoposten Lobisei der Grenzbrigade 4.
- Infanteriebunker Lange Brücke, Erschwil A 3639  ⊙
- Infanteriebunker Lange Brücke A 3640 ⊙
- Infanteriebunker Schachen, Beinwil SO A 3641: 24-mm-PzBk 38 ⊙
- Infanteriebunker Schachen A 3642: Mg-Stand ⊙
- Infanteriebunker Schachen A 3643: 7,5-cm-Feldkanone, später 9-cm-Pak ⊙
- Infanteriebunker Schachen A 3644: 7,5-cm-Feldkanone, später 9-cm-Pak ⊙
- Geländepanzerhindernis GPH mit Bachsperre Schachen ⊙
- Infanteriebunker Neuhüsli  A 3645 ⊙
- Infanteriebunker Passwang Ost A 3648 ⊙
- Infanteriebunker Passwang West A 3649 ⊙
- Infanteriewerk Pak A 3668 Mümliswil Süd ⊙
- Kommandoposten KP Lobisei Grenzbrigade 4 A 3669 Mümliswil ⊙
- Infanteriebunker zwei 8,4-cm-Kanonen A 3670 St. Wolfgang ⊙
- Regiments-Kommandoposten Rgt 49 «Länge Tannen» F 4300 Herrenhüsli, Mümliswil ⊙
- Infanteriebunker A 3672 Äussere Klus, Balsthal ⊙
- Infanteriewerk A 3673 ob «Gerbe», Balsthal ⊙

Nordseite: «Die 15 cm Haubitzen Batterie auf dem Weg auf den Passwang», zwischen 1914 und 1918
Südseite: «Die Pferde der Haubitzen Batterie sind nach dem Aufstieg erschöpft», zwischen 1914 und 1918
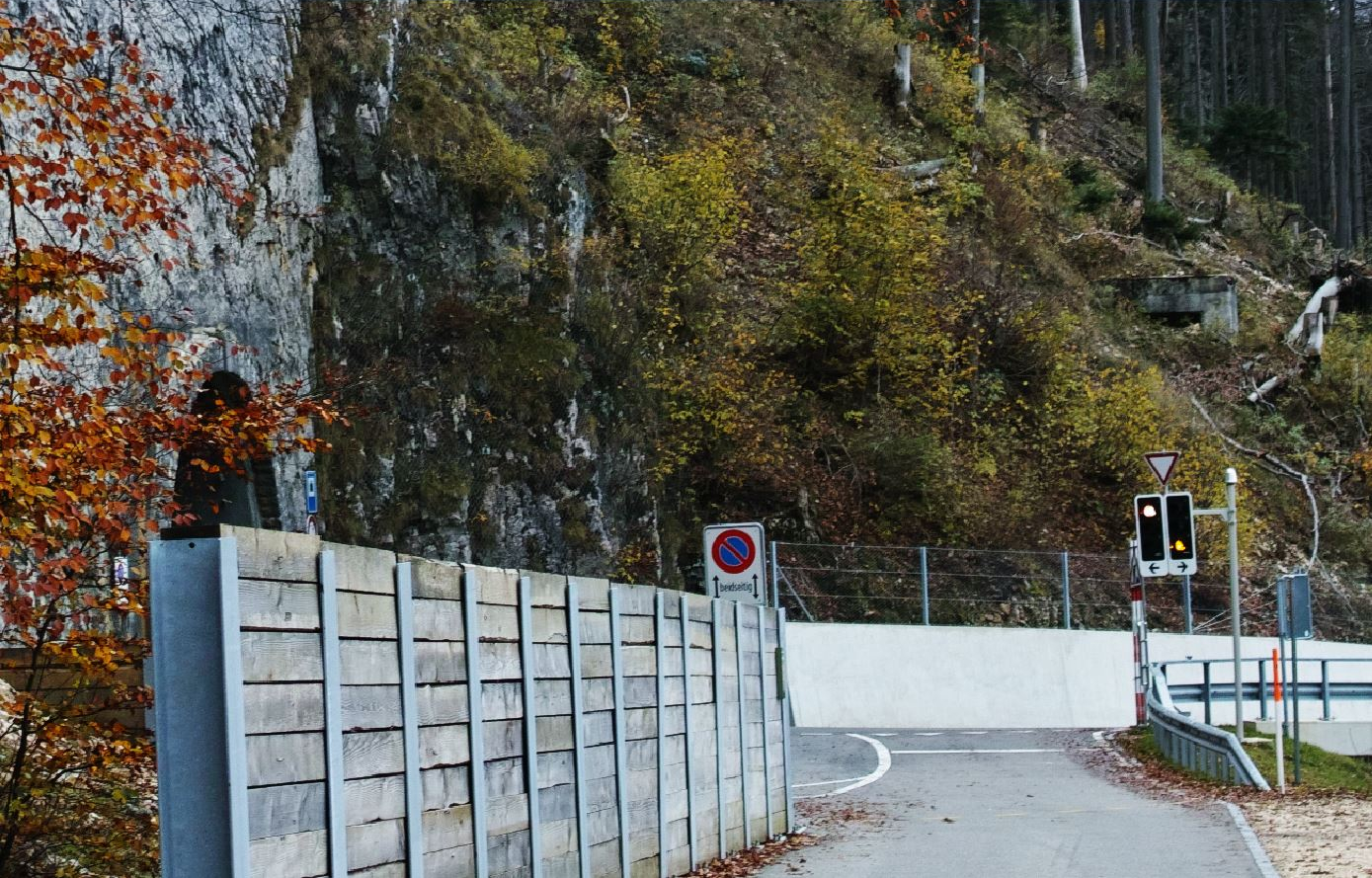
Infanteriebunker A 3649 Passwang West
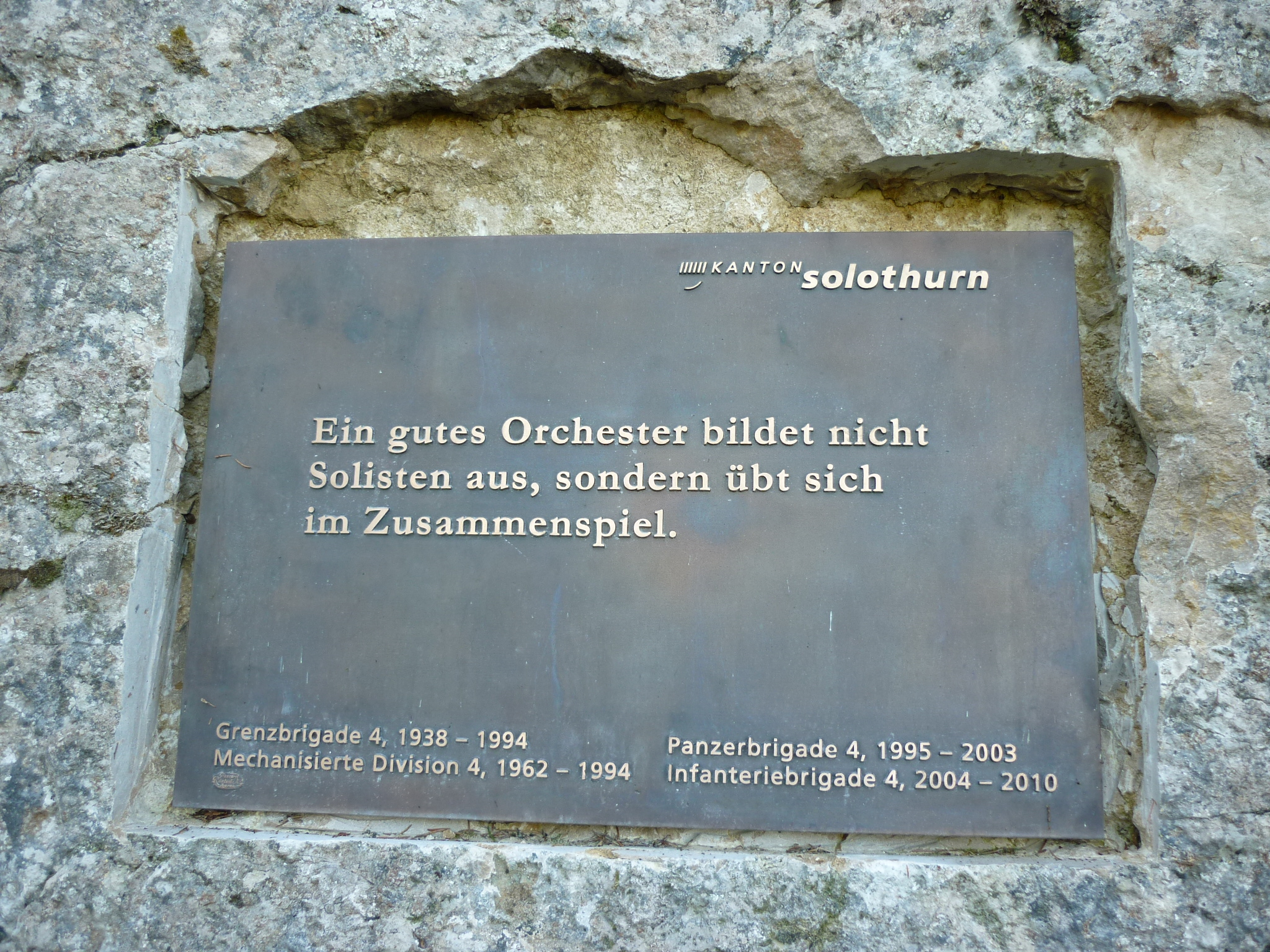
Gedenktafel ehemaliger Armeeverbände am Passwang

Der 2017 gegründete Verein «Betriebsgruppe historische Militäranlagen Kanton Solothurn» betreibt die Anlagen beim Scheltenpass: A 3668 Mümliswil Süd, A 3669 KP Lobisei und beim Paswang: A 3672 Äussere Klus, A 3673 Gärbiflueh und F 4300 Länge Tannen. Für diese Anlagen werden Führungen angeboten.